# Melly Goeslaw
Melliana Cessy Goeslaw, née le 7 janvier 1974 à Bandung, est une chanteuse indonésienne.

## Biographie
Elle a commencé à chanter en cinquième année, puis a commencé à écrire des chansons et a travaillé comme choriste pour Elfa Secioria au lycée. Cela a conduit sa famille et son déménagement à Jakarta pour poursuivre sa carrière. Tout en fournissant des chœurs pour la tournée promotionnelle de Katon Bagaskara, elle a rencontré Anto Hoed et Andi Ayunir. Après avoir épousé Hoed, les trois ont formé le groupe Potret en 1995. Leur premier album de 1995 a été bien accueilli, rendant Melly Goeslaw et ses camarades de groupe célèbres. Elle a écrit plus de 500 chansons.
Après avoir sorti plusieurs albums avec Potret, Melly Goeslaw a tenté de commencer une carrière solo, lançant son premier album éponyme Melly en 1999. Bien que Melly se soit bien vendu, elle est devenue plus populaire en tant qu'artiste solo après avoir fourni le bande originale du film à succès de 2002 Ada Apa Dengan Cinta? avec son mari. Ses dernières sorties incluent des albums solo et des bandes sonores. En 2005, elle a publié un recueil de nouvelles pour célébrer son dixième anniversaire en tant que musicienne populaire, quatre ans plus tard, elle dirige un concert pour célébrer le bicentenaire de la ville de Bandung.
Le personnage sur scène de Melly Goeslaw a été comparé à Björk, avec des costumes "excentriques", un maquillage épais et des couleurs de cheveux "sauvages". Ses premières chansons ont été décrites par The Jakarta Post comme étant "délibérément antagonistes", avec des thèmes controversés tels que le matérialisme, le sadomasochisme et la violence contre les femmes. Deux de ses chansons avec Potret, "Salah" et "Bunda", ont été sélectionnées par  Rolling Stone Indonesia comme parmi les meilleures chansons indonésiennes de tous les temps, tandis que son travail avec Ada Apa dengan Cinta? elle et son mari un prix Citra au Festival du film indonésien en 2004. Cependant, Rolling Stone note une baisse de la qualité des chansons après Ada Apa dengan Cinta?. Selon The Jakarta Post, Melly Goeslaw est l'un des auteurs-compositeurs de films les plus recherchés en Indonésie.